# Заваловка
Заваловка (укр. Завалівка) — село, входит в Бучанский район Киевской области Украины.
Население по переписи 2001 года составляло 193 человека. Почтовый индекс — 08040. Телефонный код — 4578. Занимает площадь 0,112 км². Код КОАТУУ — 3222788602.

## Местный совет
08041, Київська обл., Макарівський р-н, с. Юрів, вул. Вишнева, 71

## Галерея

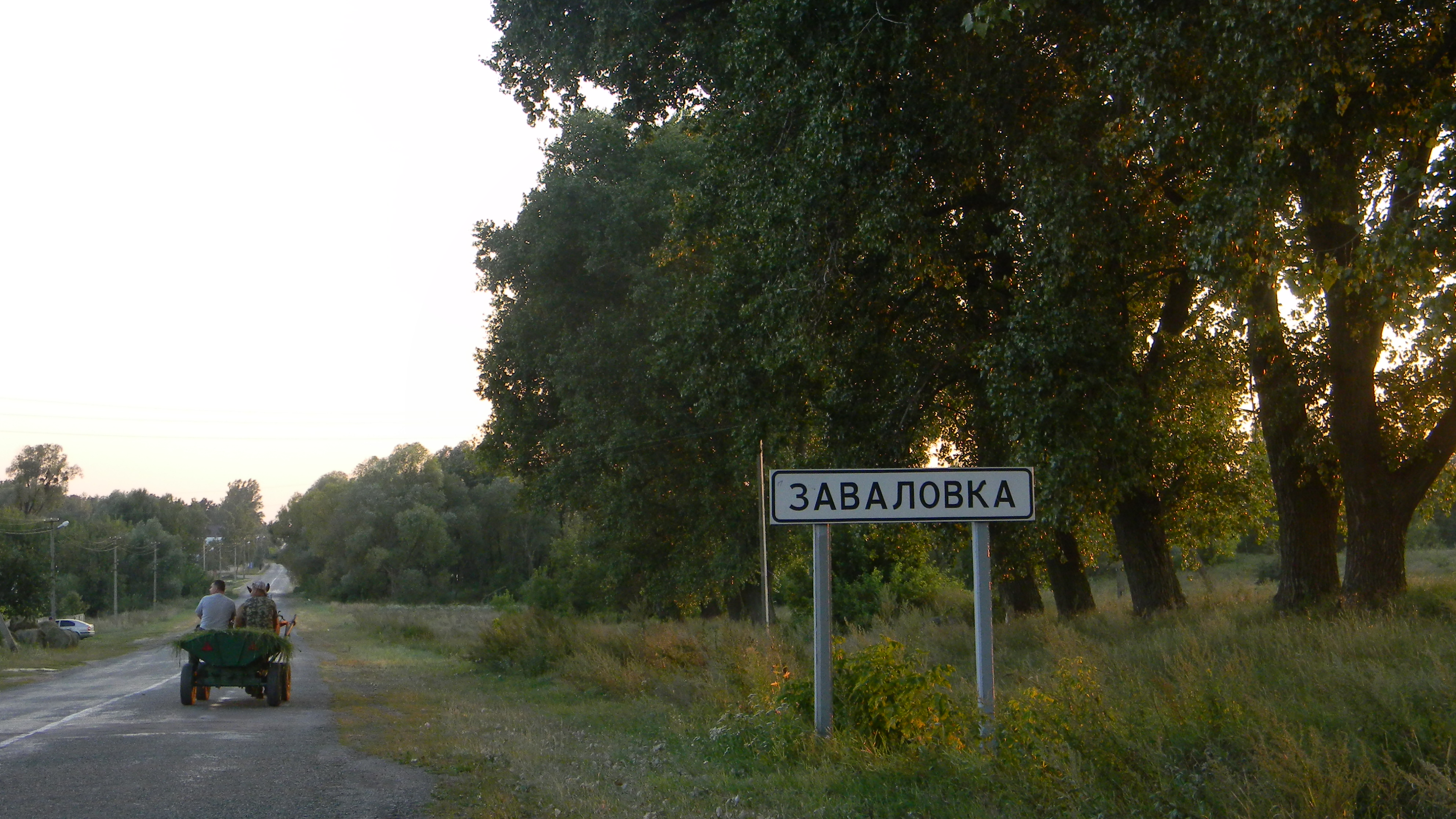
Въезд в село
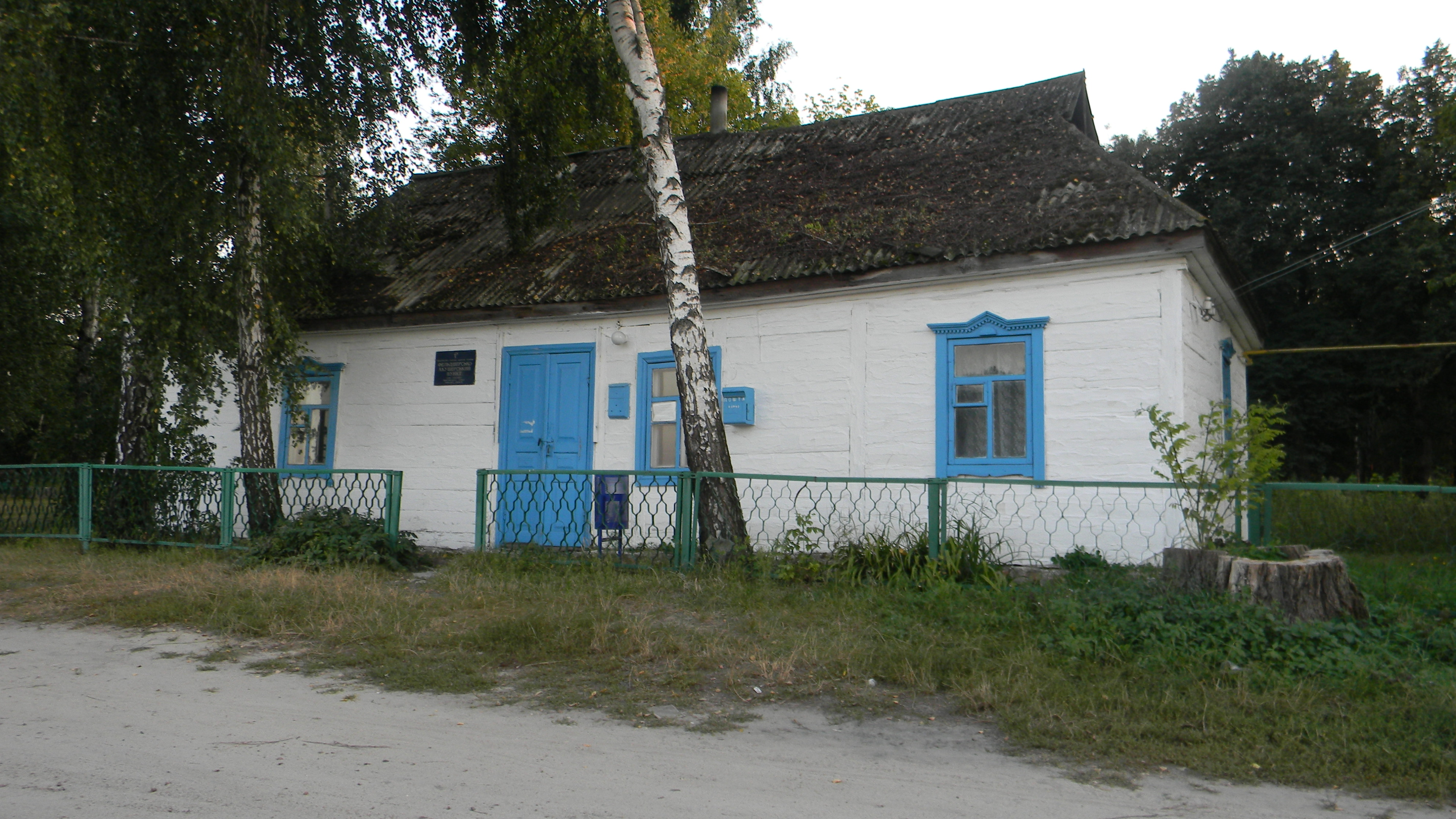
Фельдшерско-акушерский пункт
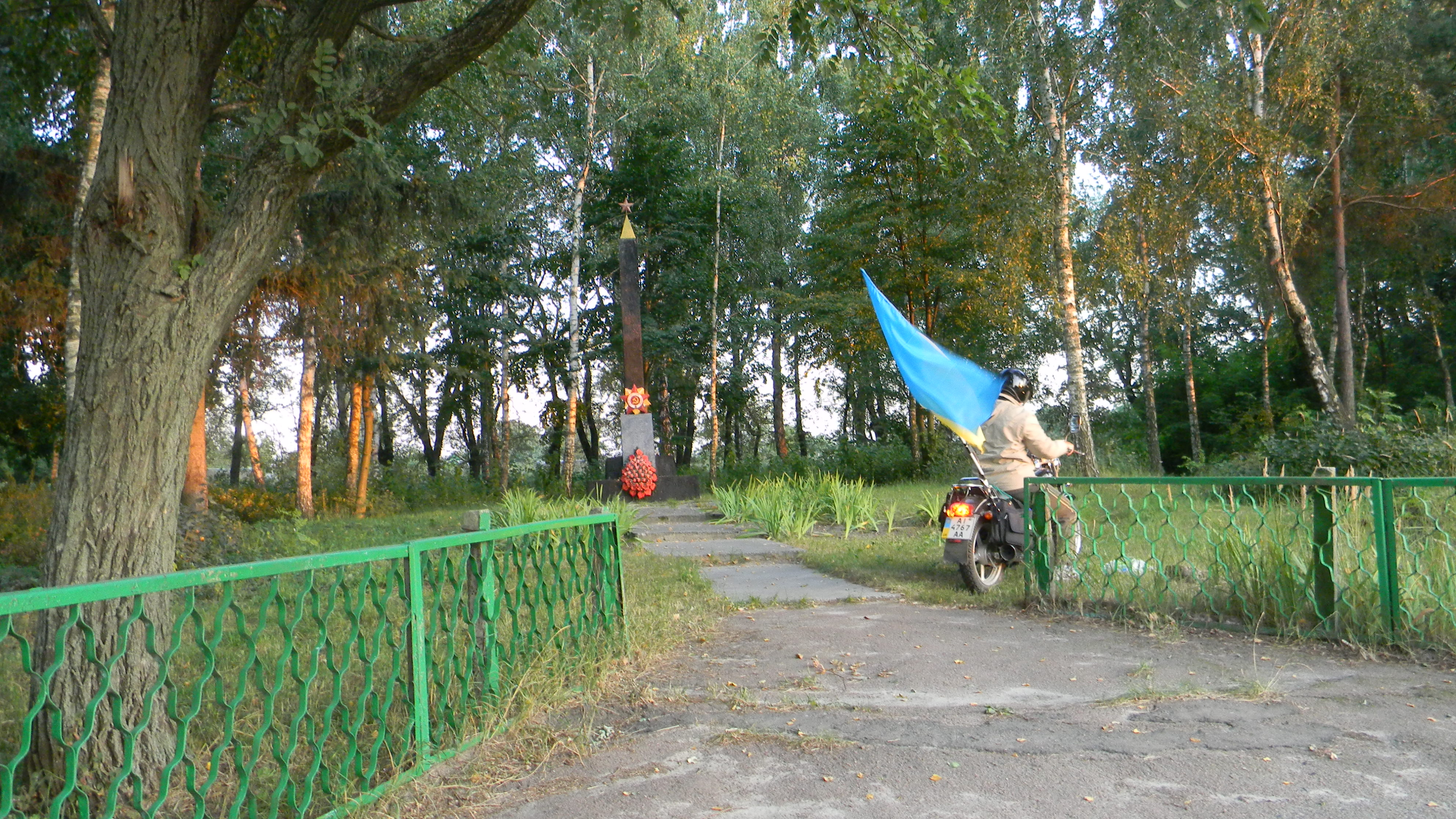
Сквер у памятника погибшим в ВОВ
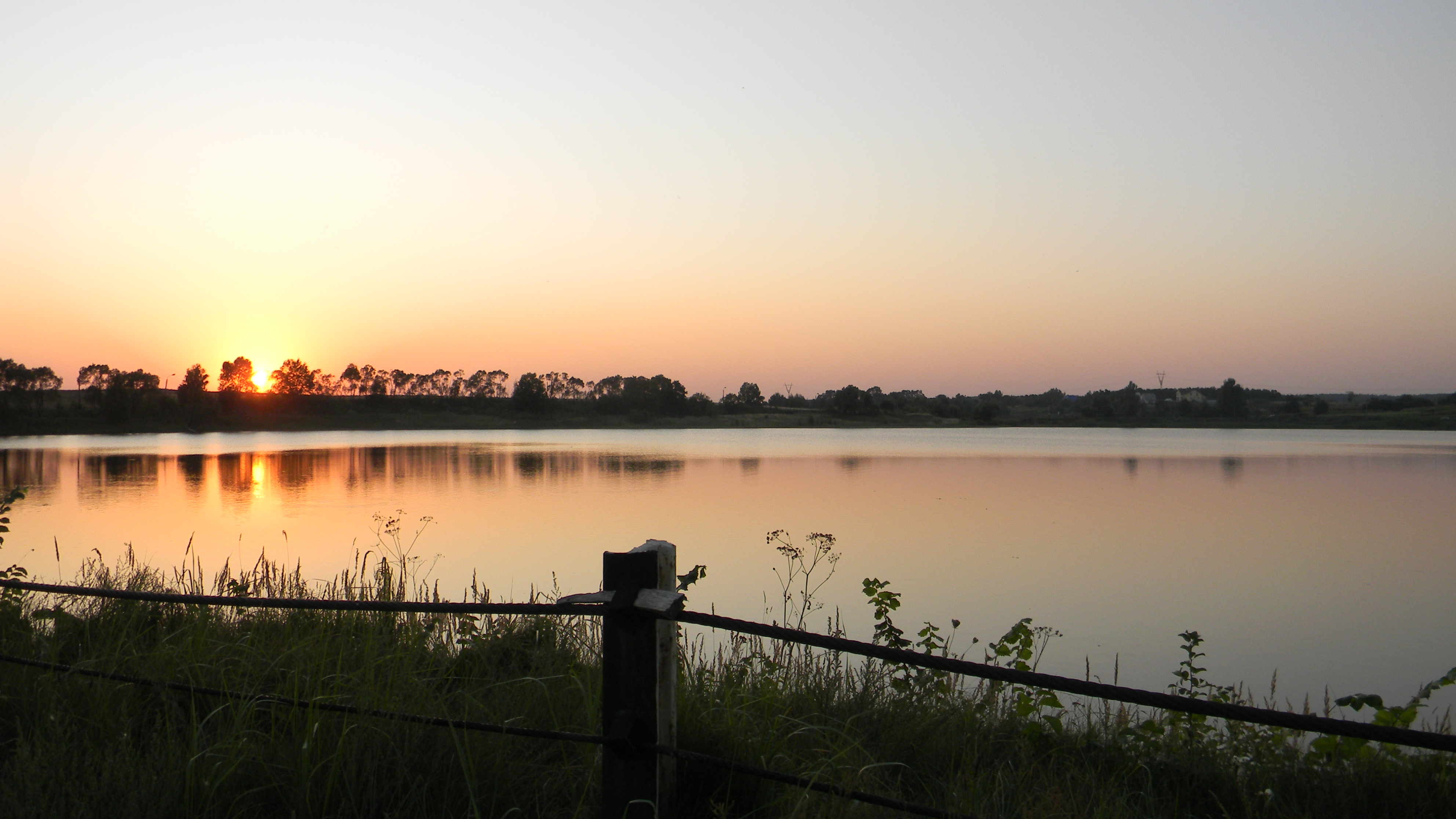
Закат в Заваловке